# Jasynuvata
Jasynuvata (in ucraino Ясинувата?) o Jasinovataja (in russo Ясиноватая?) è de iure una città dell'Ucraina sud-orientale situata nel distretto di Donec'k e nell'oblast' di Donec'k della regione storica del Donbass, ma dall'aprìle 2014 è de facto parte della Repubblica Popolare di Doneck a sostegno della Russia.

## Geografia fisica
Situata al centro dell'oblast' di Donec'k, nell'Ucraina sud-orientale, la città si trova nei pressi delle sorgenti dei fiumi Kal'mius e Kryvyj Torec'.

## Storia
La città fu fondata nel 1872 come villaggio attorno all'omonima stazione ferroviaria nell'ambito della realizzazione della ferrovia Kostjantynivka-Oleksandrivka. Nel corso del secolo successivo la stazione divenne uno dei più importanti snodi per lo smistamento del trasporto di merci su ferro.
Nell'ambito della guerra del Donbass la città è stata reclamata dalle forze separatiste salvo poi esser riconquistata dalla forze ucraine nell'agosto 2014 e successivamente ritornata sotto la sfera d'influenza dei ribelli nell'ottobre dello stesso anno. Nel corso degli aspri scontri si sono registrate numerose vittime tra i civili.

## Società
| Madrelingua      | 2001 (%) |
| ---------------- | -------- |
| Russo            | 50,1     |
| Ucraino          | 48,4     |
| Bielorusso       | 0,4      |
| Tataro di Crimea | 0,2      |